# Reevesia
Reevesia  es un género de plantas con flores con 33 especies de la familia Malvaceae. Es originario del Sudeste de Asia. Fue descrito por John Lindley y publicado en Quarterly Journal of Science, Literature, and the Arts  2: 112, en el año 1827. La especie tipo es Reevesia thyrsoidea Lindl.

## Especies seleccionadas
- Reevesia botingensis Hsue
- Reevesia cavaleriei H.Lév. & Vaniot
- Reevesia esquirolii H.Lév.
- Reevesia formosana Sprague
- Reevesia gagnepainiana Tardieu
- Reevesia glaucophylla Hsue